# Leichtathletik-Weltmeisterschaften 2022/Teilnehmer (Guatemala)
| Goldmedaillen | Silbermedaillen | Bronzemedaillen |
| ------------- | --------------- | --------------- |
| —             | —               | —               |

Der Leichtathletikverband von Guatemala nahm an den Leichtathletik-Weltmeisterschaften 2022 in Eugene teil. Neun Athletinnen und Athleten wurden vom guatemaltekischen nominiert.

## Ergebnisse

### Männer

#### Laufdisziplinen
| Athlet                  | Disziplin   | Vorlauf      | Vorlauf | Halbfinale | Halbfinale | Finale       | Finale |
| Athlet                  | Disziplin   | Zeit         | Platz   | Zeit       | Platz      | Zeit         | Platz  |
| ----------------------- | ----------- | ------------ | ------- | ---------- | ---------- | ------------ | ------ |
| Luis Grijalva           | 5000 m      | 13:14,04 min | 03      |            |            | 13:10,44 min | 04     |
| José Alejandro Barrondo | 20 km Gehen |              |         |            |            | DNQ          | DNQ    |
| José Oswaldo Calel      | 20 km Gehen |              |         |            |            | 1:26:24 h    | 27     |
| José Ortiz              | 20 km Gehen |              |         |            |            | 1:23:48 h    | 21     |
| Erick Barrondo          | 35 km Gehen |              |         |            |            | 2:35:01 h    | 30     |
| Luis Ángel Sánchez      | 35 km Gehen |              |         |            |            | DSQ          | DSQ    |

### Frauen

#### Laufdisziplinen
| Athletin        | Disziplin   | Vorlauf | Vorlauf | Halbfinale | Halbfinale | Finale    | Finale |
| Athletin        | Disziplin   | Zeit    | Platz   | Zeit       | Platz      | Zeit      | Platz  |
| --------------- | ----------- | ------- | ------- | ---------- | ---------- | --------- | ------ |
| Maidy Monge     | 20 km Gehen |         |         |            |            | DSQ       | DSQ    |
| Mirna Ortiz     | 35 km Gehen |         |         |            |            | 2:54:00 h | 15     |
| Yasuri Palacios | 35 km Gehen |         |         |            |            | 3:01:16 h | 25     |